# Giuseppe Morozzo Della Rocca

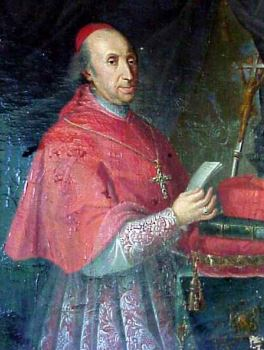
Giuseppe Kardinal Morozzo Della Rocca (Gemälde 19. Jh.)

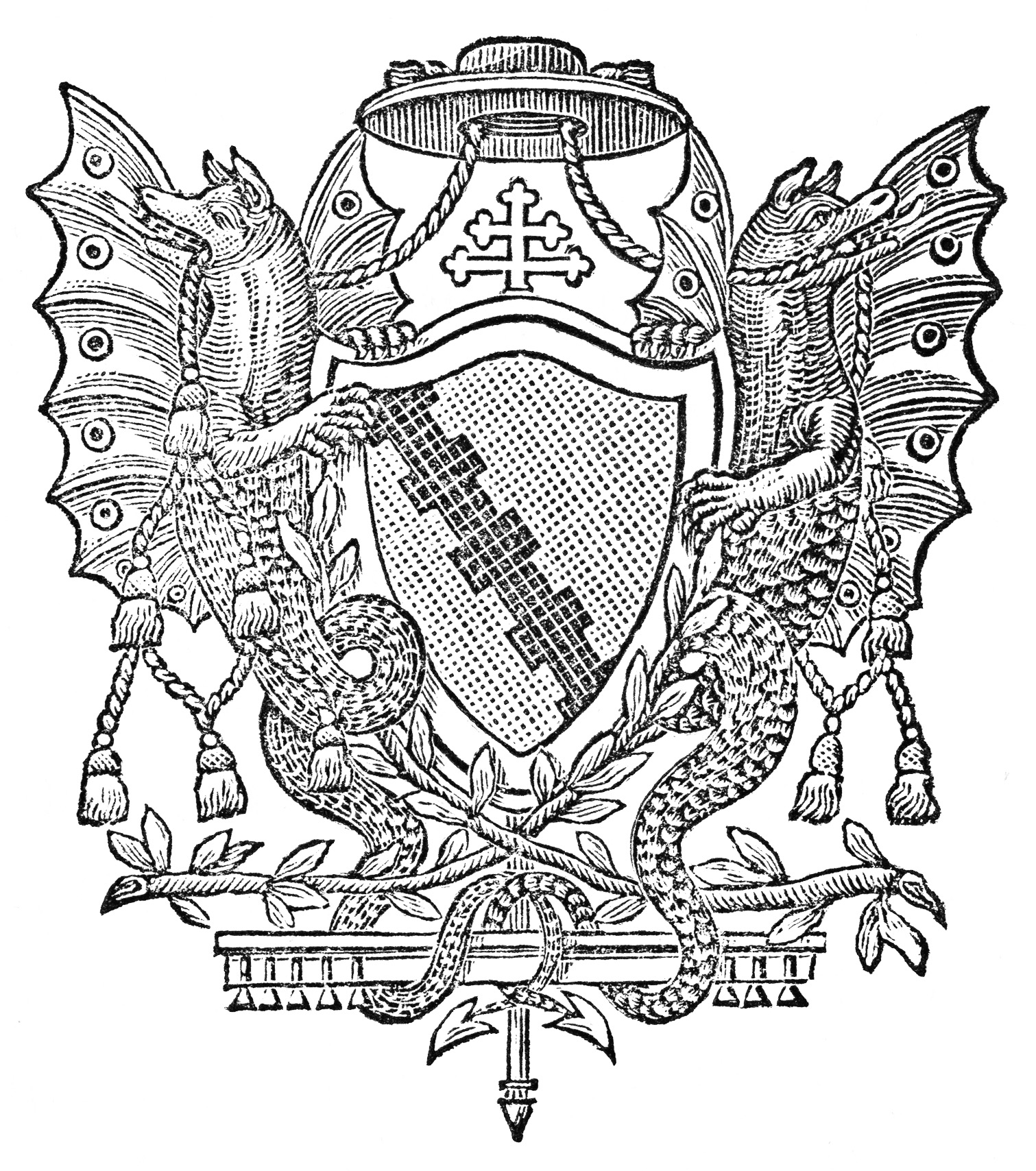
Morozzos Erzbischofswappen

Giuseppe Morozzo Della Rocca (* 12. März 1758 in Turin; † 22. März 1842 in Novara) war ein piemontesischer Geistlicher, Bischof von Novara und Kardinal der Römischen Kirche.

## Leben
Er entstammte einer Familie des piemontesischen Adels und war das zwölfte von dreizehn Kindern des Giuseppe Francesco Lodovico Morozzo, marchese von Brianzè, und dessen Ehefrau Ludovica Cristina Lucrezia Balbo Bertone, Tochter des conte Giulio Cesare Bertone Balbis di Sambuy und Schwester des Bischofs von Novara Marco Aurelio Balbis Bertone. Sein jüngerer Bruder Carlo Lodovico wurde ein bekannter Naturwissenschaftler und Präsident der Akademie der Wissenschaften zu Turin. Nachdem er Waise geworden war, wurde er von seinem Onkel, dem Bischof von Novara, erzogen. Sein Hauslehrer war der spätere Bischof von Pavia Paolo Lamberto Allègre. Giuseppe Morozzo Della Rocca studierte an der Universität Turin und wurde dort am 23. April 1777 zum Doctor theologiae promoviert. Von 1777 bis 1778 oder nur 1778 war er Rektor der Universität Turin. 1778 setzte er seine Studien an der Akademie für den kirchlichen Adel fort. Als Referendar an den Gerichtshöfen der Apostolischen Signatur trat er am 6. Dezember 1781 in den Dienst der Römischen Kurie. Papst Pius VI. ernannte ihn zum Apostolischen Protonotar und bestimmte ihn am 13. August 1784 zum Vize-Delegaten in Bologna, was Giuseppe Morozzo Della Rocca bis 1785 blieb. Er war Gouverneur von Civitavecchia vom 25. Februar 1785 bis zum 7. März 1794, als er zum Gouverneur der Provinz Campagna e Marittima berufen wurde. Vom 18. August 1795 bis zum 28. März 1797 war er Gouverneur von Perugia. Nach dem Tod von Pius VI. begleitete er Kardinal Hyacinthe Sigismond Gerdil als Konklavist nach Venedig zum Konklave 1799–1800, wo er Sekretär des Konklave wurde. Er geleitete den neugewählten Papst Pius VII. nach Rom. Am 14. März 1802 empfing er die Priesterweihe.
Papst Pius VII. berief ihn am 29. März 1802 zum Titularerzbischof von Thebae. Die Bischofsweihe spendete ihm am 4. April desselben Jahres in der römischen Kirche San Carlo ai Catinari Kardinal Leonardo Antonelli; Mitkonsekratoren waren Carlo Buronco, Erzbischof von Turin, und Kurienerzbischof Giovanni Coppola. Am 11. Mai 1802 wurde er zum Nuntius im Großherzogtum Toskana bestellt, er verließ Florenz im Jahr 1806. Am 2. Dezember 1807 wurde Giuseppe Morozzo Della Rocca Sekretär der Kongregation für die Bischöfe und Regularen, dieses Amt hatte er bis zu seiner Kardinalserhebung inne.
Im Konsistorium vom 8. März 1816 kreierte Pius VII. ihn zum Kardinalpriester. Den Kardinalshut erhielt Giuseppe Morozzo Della Rocca am 11. März desselben Jahres, am 29. April wurde ihm Santa Maria degli Angeli alle Terme als Titelkirche verliehen. Er wurde am 1. Oktober 1817 mit dem persönlichen Titel eines Erzbischofs Bischof von Novara. Als Kardinal nahm Giuseppe Morozzo Della Rocca am Konklave 1823 teil, das Papst Leo XII. wählte. Er war auch Teilnehmer des Konklave 1829, aus dem Pius VIII. als Papst hervorging. Schließlich war er auch unter den Kardinälen des Konklave 1830–1831, an dem Gregor XVI. zum Papst gewählt wurde.
Giuseppe Morozzo Della Rocca starb in Novara und wurde in der dortigen Kathedrale beigesetzt.

## Veröffentlichungen
- Analisi della carta corografica del Patrimonio di S. Pietro, corredata di alcune memorie storiche ed economiche. Rom 1791.
- Aprimento solenne della casa d’industria e di ricovero pei poveri di Novara. Novara 1836.